# 5040 Rabinowitz
5040 Rabinowitz è un asteroide della fascia principale. Scoperto nel 1972, presenta un'orbita caratterizzata da un semiasse maggiore pari a 2,4174529 UA e da un'eccentricità di 0,2273463, inclinata di 24,33493° rispetto all'eclittica.
L'asteroide è dedicato all'astronomo statunitense David Lincoln Rabinowitz.